# Lago de Gásperi
Lago de Gásperi är en sjö i Argentina, på gränsen till Chile. Den ligger i den södra delen av landet, 2 400 km söder om huvudstaden Buenos Aires. Lago de Gásperi ligger 805 meter över havet.
Trakten runt Lago de Gásperi består i huvudsak av gräsmarker. Runt Lago de Gásperi är det mycket glesbefolkat, med 6 invånare per kvadratkilometer.